# 西嶺 (伊利諾伊州)
西嶺（英語：West Ridge）是位於美國伊利諾伊州道格拉斯縣的一個非建制地區。該地的面積和人口皆未知。

## 地理
西嶺的座標為39°49′33″N 88°13′01″W / 39.82583°N 88.21694°W，而該地的平均海拔高度為210米（即689英尺）。